# Masahiro Kawamura
Masahiro Kawamura (川村 昌弘, Kawamura Masahiro; Mie, 25 juni 1993) is een Japanse golfer.
In september 2013 won hij het Asia-Pacific Panasonic Open waardoor hij in 2014 speelrecht had op de Japan Golf Tour en de Asian Tour. Hiermee werd hij nummer 225 van de wereldranglijst. Zeven weken later stond hij in de top-200.

## Gewonnen
- 2012: Asia-Pacific Panasonic Open
- 2013: Asia-Pacific Panasonic Open (-9)